# Rezerwat przyrody Wyspa na Jeziorze Przywidz
Rezerwat przyrody Wyspa na Jeziorze Przywidz – leśny rezerwat przyrody na Pojezierzu Kaszubskim, położony na terenie gminy Przywidz (powiat gdański). Został utworzony w 1954 roku, a jego powierzchnia wynosi 4,55 ha (akt powołujący podawał 4,48 ha). Rezerwat obejmuje porośniętą lasem bukowo-dębowym wyspę na Jeziorze Przywidzkim Wielkim. Niektóre drzewa osiągają wiek ponad 180 lat.
Rezerwat leży na gruntach Skarbu Państwa w zarządzie Nadleśnictwa Kolbudy. Nadzór nad rezerwatem sprawuje Regionalny Dyrektor Ochrony Środowiska w Gdańsku. Na mocy obowiązującego planu ochrony ustanowionego w 2006 roku, obszar rezerwatu objęty jest ochroną ścisłą.
Najbliższe miejscowości to Przywidz i Gromadzin.